# Hotel Armabeton
Hotel Armabeton nazývaný také Chomutovský mrakodrap je nejvyšší budova v Chomutově, která původně sloužila jako hotel pod jménem Armabeton.
Budova byla postavena v 70. letech 20. století, má 17 pater a je vysoká 71 metrů. Původně sloužila jako hotel, který mohl poskytnout ubytování až 500 lidem. Uvnitř se nacházela restaurace, obchody, bary a další služby. Po revoluci byl hotel zprivatizován, sídlily v něm soukromé firmy a také studio rádia Agara. Později se začali střídat majitelé a hotel začal chátrat. Od konce roku 2015 vlastní budovu firma Sadeto Consulting SE, kterou zastupuje Milan Rampach.